# انتراخ ام آترزی
انتراخ ام آترزی (به آلمانی: Unterach am Attersee) یک منطقهٔ مسکونی در اتریش است که در ناحیه وکلابروک واقع شده‌است. انتراخ ام آترزی ۲۶٫۱۱ کیلومتر مربع مساحت دارد ۴۷۷ متر بالاتر از سطح دریا واقع شده‌است.